# Leichtathletik-Europameisterschaften 1966/Marathon der Männer

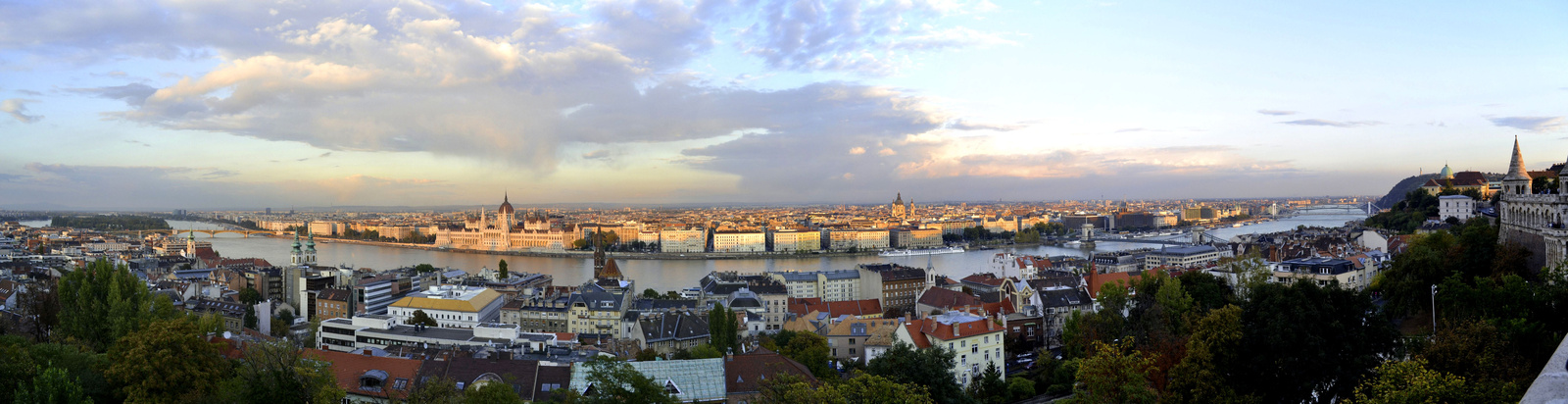
Panoramablick auf Budapest im Jahr 2011

Der Marathonlauf der Männer bei den Leichtathletik-Europameisterschaften 1966 fand am 4. September 1966 in der ungarischen Hauptstadt Budapest statt.
Der Brite Jim Hogan gewann das Rennen in 2:20:04,6 h. Vizeeuropameister wurde der Belgier Aurèle Vandendriessche vor dem Ungarn Gyula Tóth.

## Bestehende Rekorde / Bestleistungen
Anmerkung:
Rekorde wurden damals im Marathonlauf und Straßengehen wegen der unterschiedlichen Streckenbeschaffenheiten mit Ausnahme von Meisterschaftsrekorden nicht geführt.
| Weltbestzeit   | Morio Shigematsu | 2:12:00 h   | Chiswick, Großbritannien         | 12. Juni 1965   |
| Europabestzeit | Alastair Wood    | 2:13:45 h   | Forres-Inverness, Großbritannien | 9. Juli 1966    |
| EM-Rekord      | Sergei Popow     | 2:15:17,0 h | EM Stockholm, Schweden           | 24. August 1958 |

Der bestehende EM-Rekord wurde bei diesen Europameisterschaften nicht erreicht. Die Siegerzeit von 2:20:04,6 h lag um 4:47,6 min über dem Meisterschaftsrekord. Zur Europabestzeit fehlten 6:19,6 min, zur Weltbestzeit 8:04,6 min.

## Ergebnis

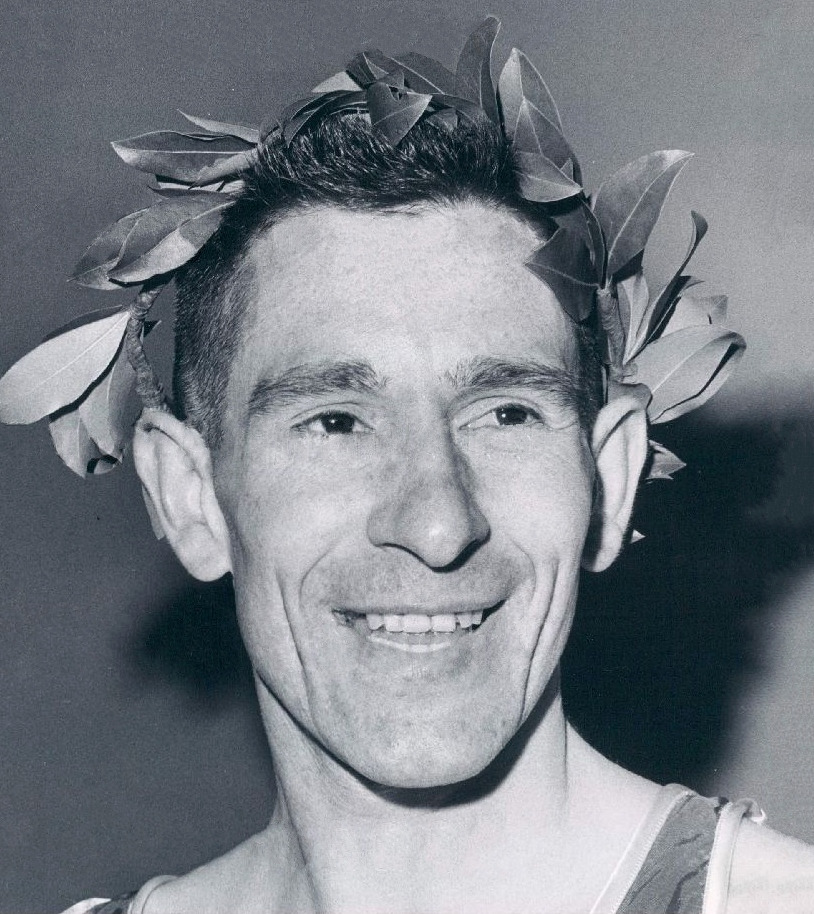
Silbermedaillengewinner Aurèle Vandendriessche (als Sieger des Boston-Marathons 1964)

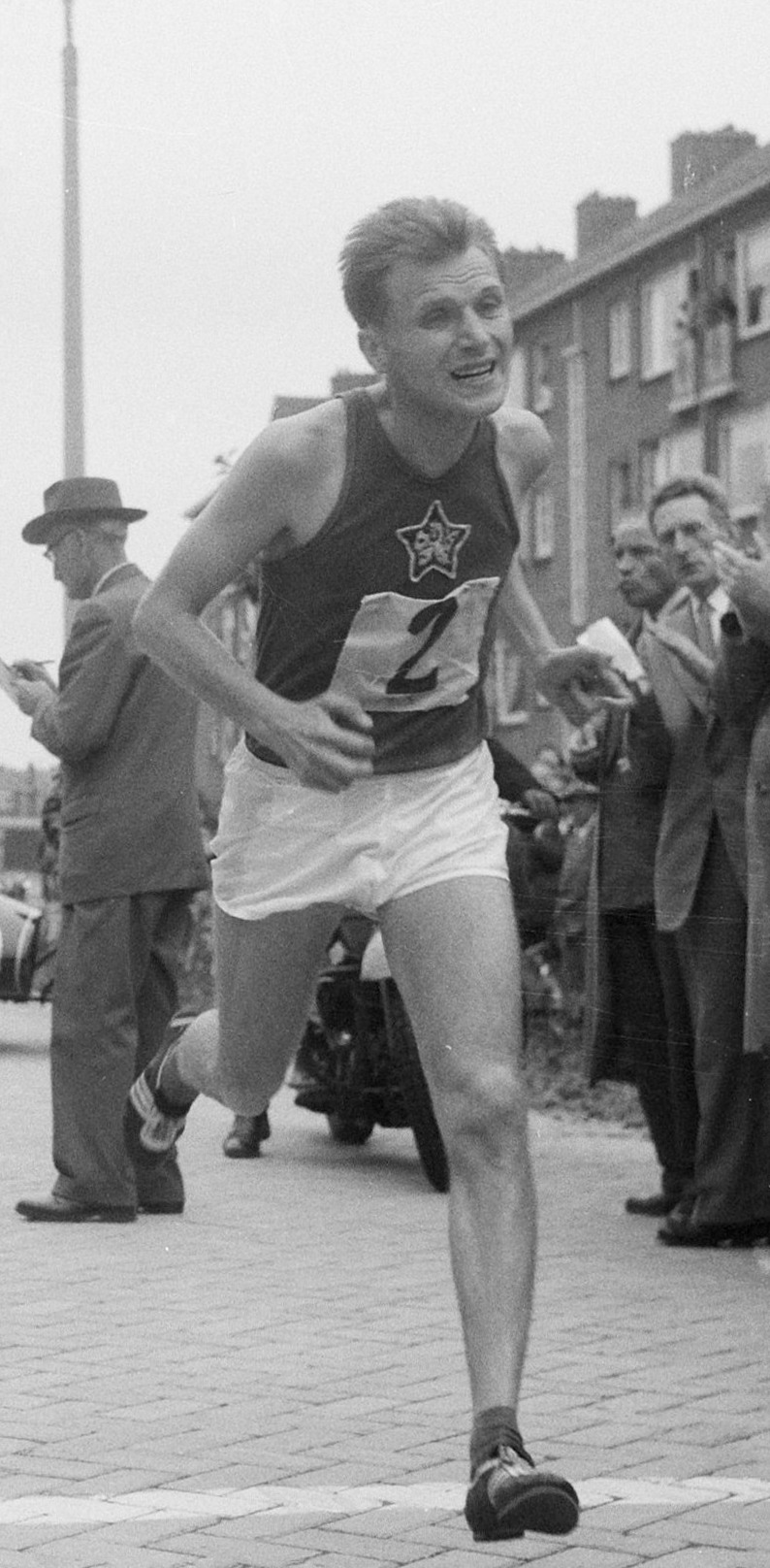
Pavel Kantorek – Rang acht

| Platz | Name                   | Nation           | Zeit (h)  |
| ----- | ---------------------- | ---------------- | --------- |
|       | Jim Hogan              | Großbritannien   | 2:20:04,6 |
|       | Aurèle Vandendriessche | Belgien          | 2:21:43,6 |
|       | Gyula Tóth             | Ungarn           | 2:22:02,0 |
| 04    | Carlos Pérez           | Spanien          | 2:22:23,8 |
| 05    | Anatoli Skripnik       | Sowjetunion      | 2:23:14,8 |
| 06    | Anatoli Sucharkow      | Sowjetunion      | 2:23:33,8 |
| 07    | Kalevi Ihaksi          | Finnland         | 2:23:38,6 |
| 08    | Pavel Kantorek         | Tschechoslowakei | 2:23:49,4 |
| 09    | Gioacchino de Palma    | Italien          | 2:25:10,6 |
| 10    | Friedel Wiggershaus    | BR Deutschland   | 2:25:11,4 |
| 11    | Maurice Peiren         | Belgien          | 2:25:48,2 |
| 12    | Ron Hill               | Großbritannien   | 2:26:04,8 |
| 13    | Rudolf Salov           | Sowjetunion      | 2:26:08,6 |
| 14    | Karl-Heinz Sievers     | BR Deutschland   | 2:26:50,8 |
| 15    | Attila Tormási         | Ungarn           | 2:27:51,4 |
| 16    | İsmail Akçay           | Türkei           | 2:28:18,8 |
| 17    | Gerhard Hönicke        | DDR              | 2:29:23,0 |
| 18    | Václav Chudomel        | Tschechoslowakei | 2:30:34,2 |
| 19    | André Lacour           | Frankreich       | 2:31:37,0 |
| 20    | Gerhard Lange          | DDR              | 2:32:10,0 |
| 21    | Heinrich Hagen         | DDR              | 2:33:26,2 |
| 22    | Hüseyin Aktaş          | Türkei           | 2:36:00,0 |
| 23    | Zdzisław Bogusz        | Polen            | 2:37:04,8 |
| 24    | Njazi Dajçi            | Albanien         | 2:37:41,8 |
| 25    | Graham Taylor          | Großbritannien   | 2:38:26,0 |
| 26    | Daut Falli             | Albanien         | 2:46:02,0 |
| DNF   | Jean Aniset            | Luxemburg        |           |
| DNF   | Luigi Conti            | Italien          |           |
| DNF   | Antonio Ambu           | Italien          |           |
| DNF   | Franc Červan           | Jugoslawien      |           |
| DNF   | Henri Clerckx          | Belgien          |           |
| DNF   | József Sütő            | Ungarn           |           |
| DNF   | Thyge Thøgersen        | Dänemark         |           |
| DNF   | Aad Steylen            | Niederlande      |           |
| DNS   | James McNamara         | Irland           |           |
| DNS   | Rene Combes            | Frankreich       |           |

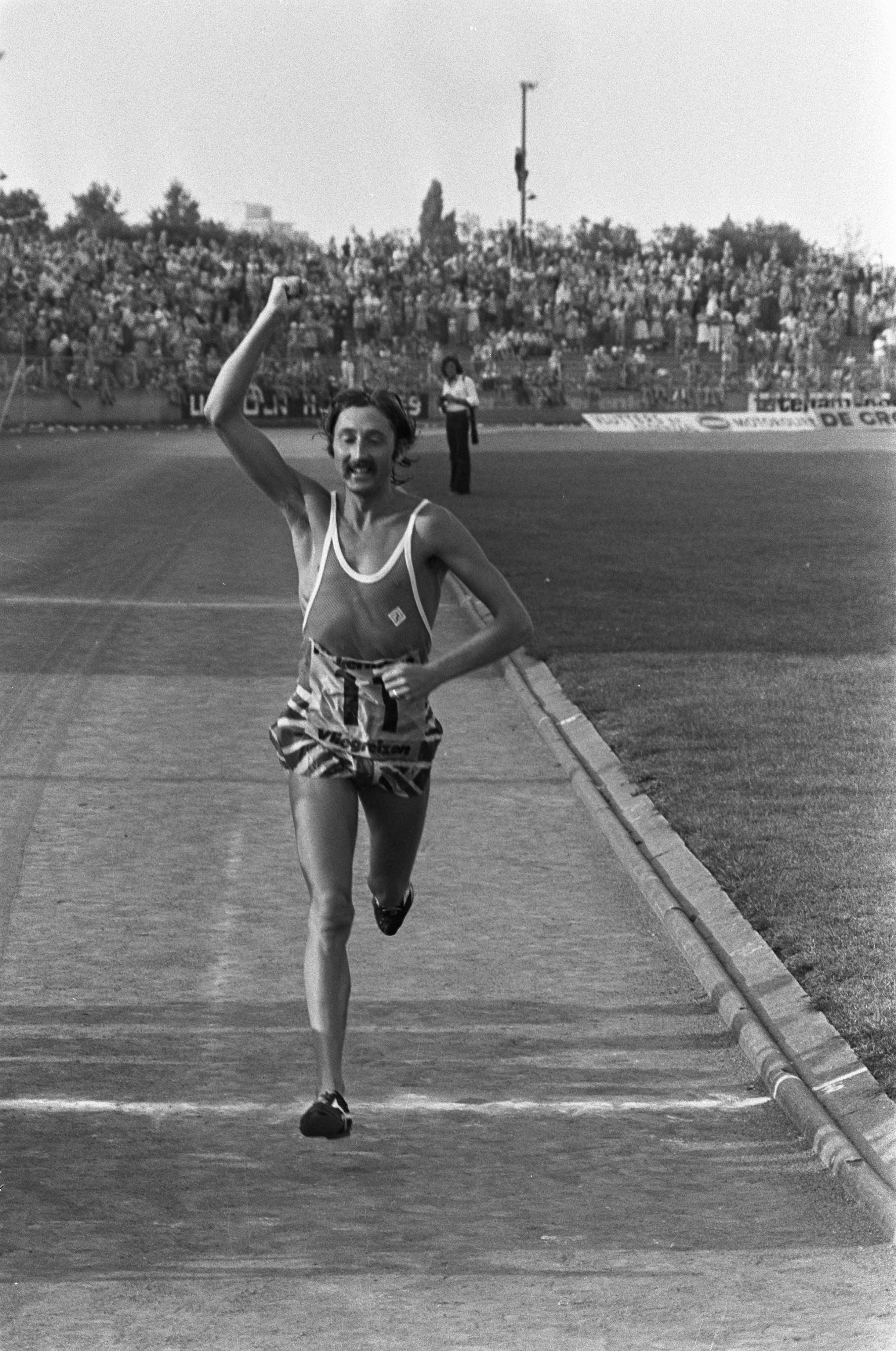
Ron Hill  – Rang zwölf
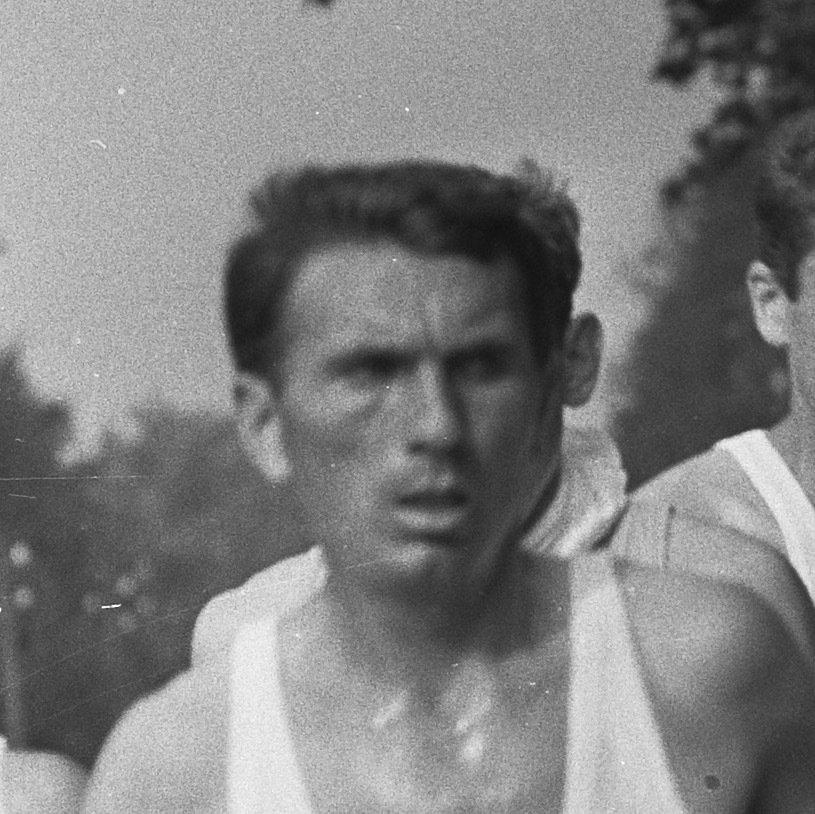
Ismail Akçay (Hier im Jahr 1967 in Enschede) – Rang sechzehn
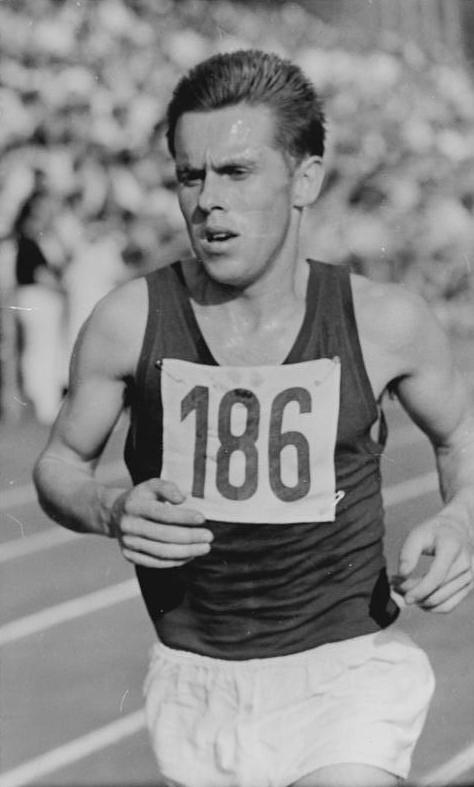
Gerhard Hönicke (hier bei einem Bahnwettkampf 1961) – Rang siebzehn
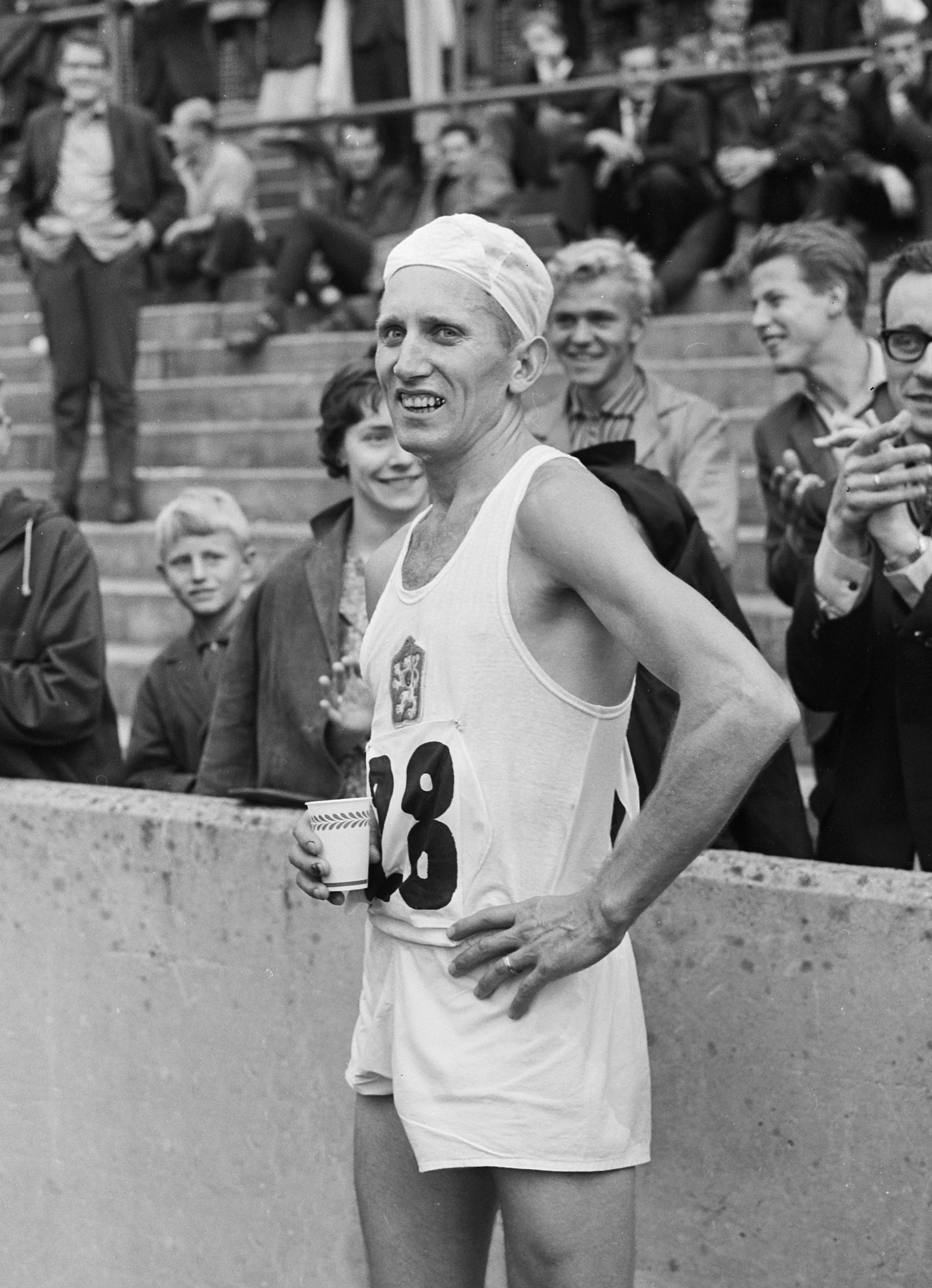
Václav Chudomel – Rang achtzehn
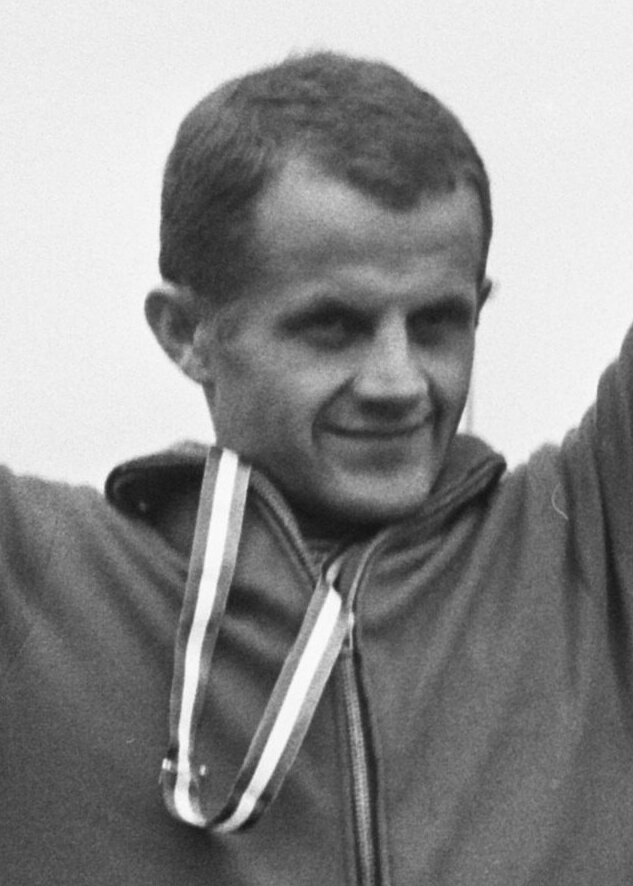
Zdzisław Bogusz (Enschede 1969) – Rang 23
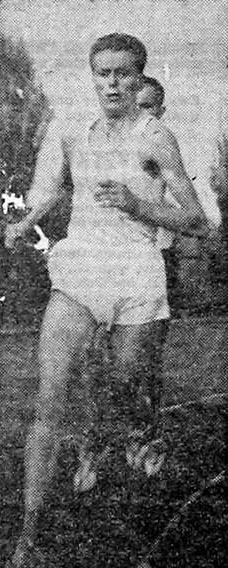
Franc Červan (hier während eines Bahnwettkampfs 1965) – Rennen nicht beendet
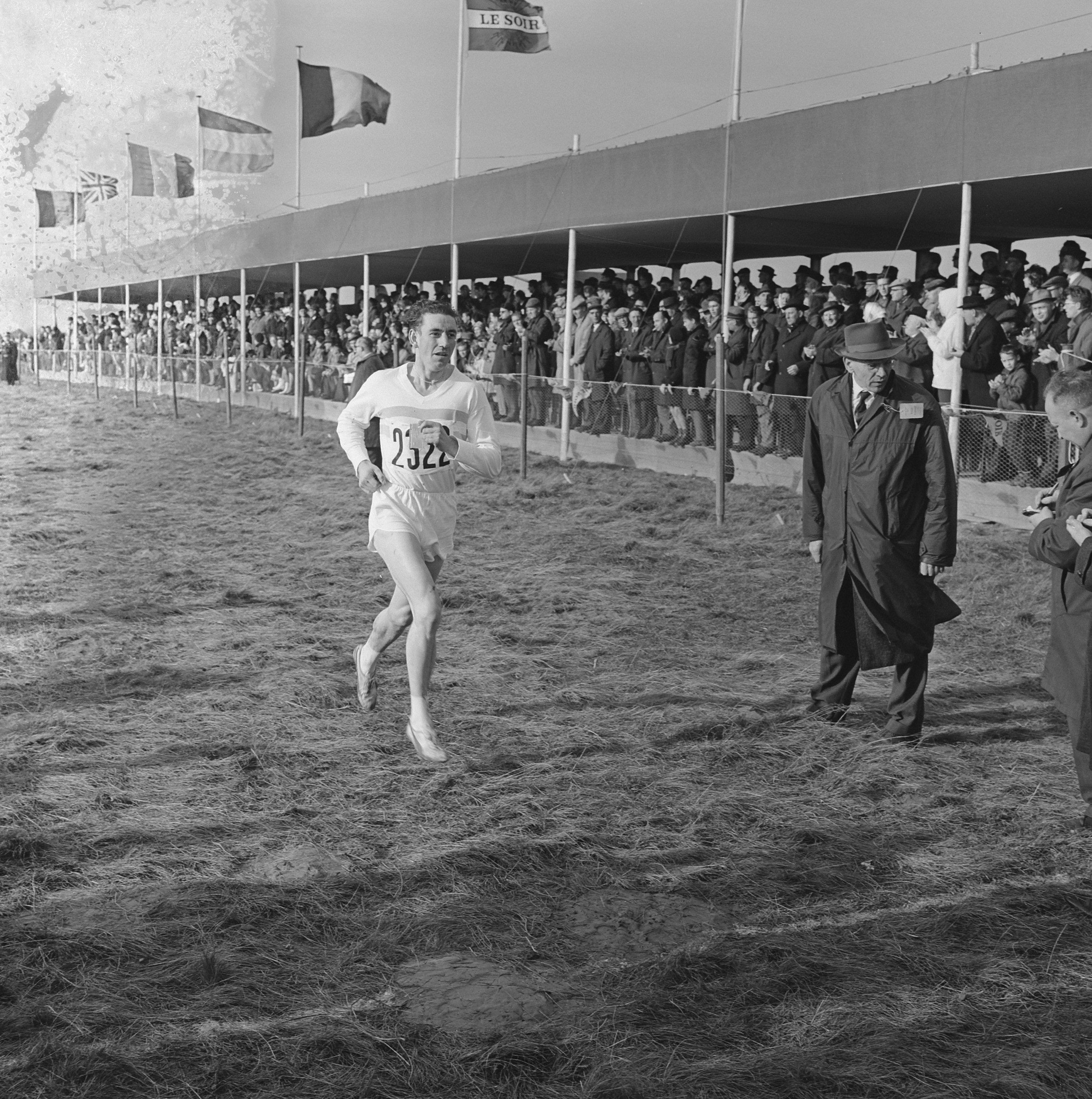
Henri Clerckx (nach einem Crosslauf im Jahr 1963) – Rennen nicht beendet
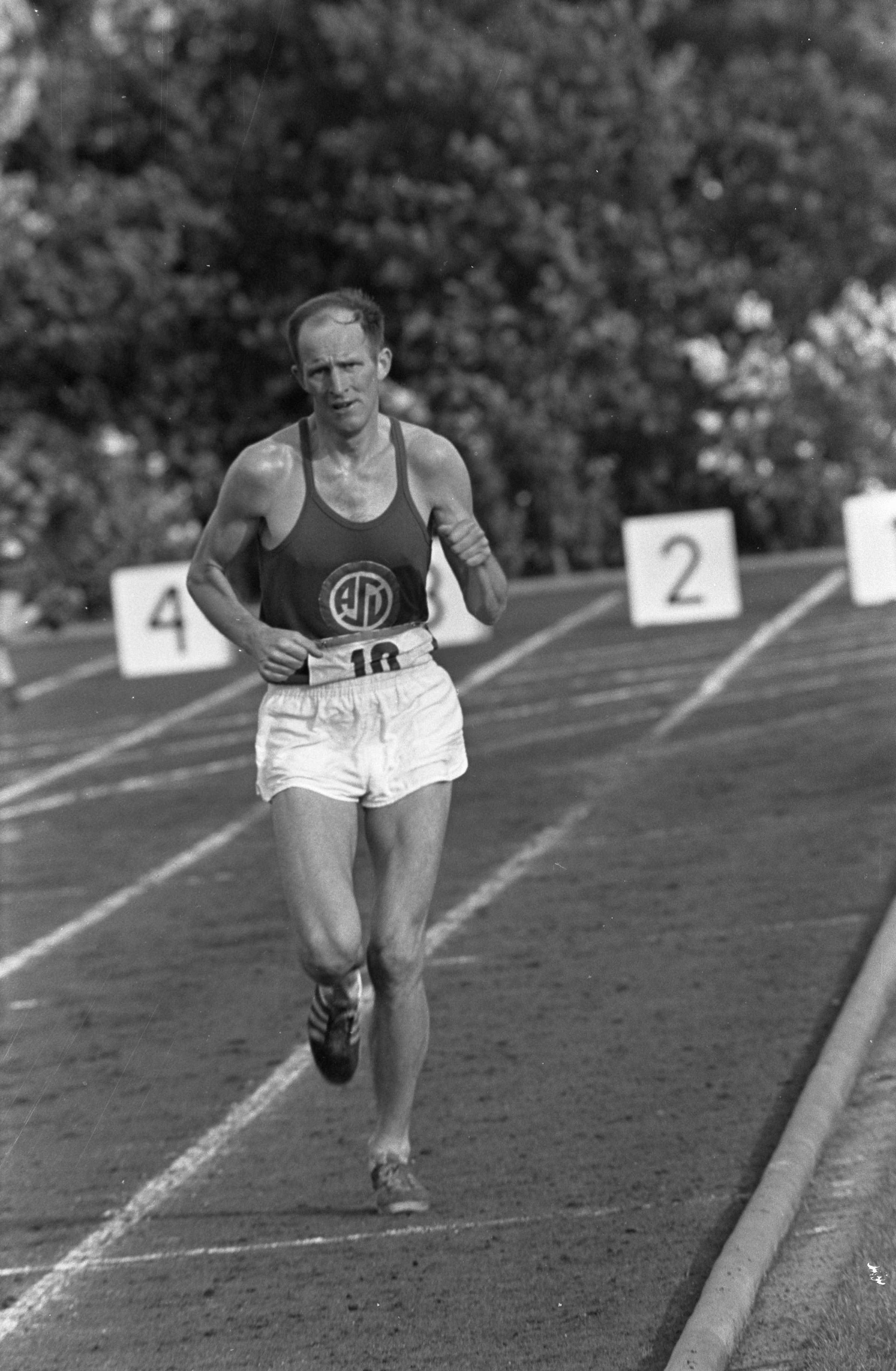
Aad Steylen – Rennen nicht beendet